# José M. de la Rosa
José Manuel de la Rosa Utrera (Cádiz, 1970) es un físico y divulgador científico español. Catedrático de Electrónica y Electromagnetismo de la Universidad de Sevilla. Experto en el diseño de circuitos integrados en tecnologías micro/nanométricas, y más concretamente los convertidores analógico-digitales basados en la técnica de modulación sigma-delta.

## Biografía
Nacido en Cádiz en 1970. Se licenció en Física en 1993 en la Universidad de Sevilla, donde se doctoró en Microelectrónica en 2000 (tesis:Modelado y diseño de moduladores sigma-delta paso de banda para comunicaciones digitales usando circuitos de corrientes en conmutacion ).  Ha desarrollado su actividad investigadora en el Instituto de Microelectrónica de Sevilla (IMSE), centro mixto del Consejo Superior de Investigaciones Científicas (CSIC) y de la Universidad de Sevilla. Es catedrático del área de electrónica en el departamento de Electrónica y Electromagnetismo de la Universidad de Sevilla y fue elegido vicedirector del IMSE en 2018.
Según el ranking World´s Top 2% Scientists (2019) elaborado por la Universidad de Stanford, es uno de los científicos más influyentes de su campo. Su principal línea de investigación es el diseño de circuitos integrados en tecnologías micro/nanométricas, y más concretamente los convertidores analógico-digitales basados en la técnica de modulación sigma-delta. En este campo, él ha dirigido diez tesis doctorales y ha participado en cerca de cuarenta proyectos de investigación nacionales e internacionales.
Durante toda su carrera, ha tenido siempre un papel muy activo como miembro de IEEE (Institute of Electrical and Electronics Engineers), formando parte de la directiva de la Sección Española de IEEE (2014-2017), y representante de los miembros de IEEE en España (Membership Development Officer) (2016-2017). Durante esos años, fue elegido Presidente del Capítulo Español de IEEE-CASS. Posteriormente fue conferenciante distinguido (Distinguished Lecturer) de la Sociedad de Circuitos y Sistemas (CASS, Circuits and Systems Society) del IEEE (2017-2018). En 2020 fue distinguido como miembro Fellow de IEEE. Esta distinción es otorgada anualmente al 0,1% de los 450.000 miembros de IEEE.
Además de su actividad docente e investigadora, destaca también su faceta como divulgador científico, habiendo participado en diversos eventos, como la Feria de la Ciencia. Además de colaborar en diversos medios como ElDiario.es.

## Publicaciones
Es coautor de más de 250 publicaciones internacionales, principalmente artículos de revistas y conferencias del IEEE. También ha publicado varios monográficos sobre convertidores sigma-delta en varias editoriales internacionales, entre las que destacan los libros:
- Systematic Design of CMOS Switched-Current Bandpass Sigma-Delta Modulators for Digital Communication Chips (Kluwer, 2002)
- CMOS Cascade Sigma-Delta Modulators for Sensors and Telecom: Error Analysis and Practical Design (Springer, 2006)
- Nanometer CMOS Sigma-Delta Modulators for Software Defined Radio (Springer, 2011)
- CMOS Sigma-Delta Converters: Practical Design Guide (Wiley-IEEE Press, 1ª edición, 2013; 2ª edición, 2018).
- “'De la micro a la nanoelectrónica'”, que forma parte de la colección ¿qué sabemos de? (CSIC - Los Libros de la Catarata, 2021).[9]

## Asociaciones a las pertenece
Es editor jefe de la revista IEEE Transactions on Circuits and Systems – II: Express Briefs. 
Ha sido editor asociado de la revista IEEE Transactions on Circuits and Systems – I: Regular Papers (2012-2015), siendo elegido mejor editor en el bienio 2012-2013. 
Es miembro del Comité Directivo del congreso decano de la sociedad IEEE-CASS, IEEE Midwest Symposium on Circuits and Systems (MWSCAS) y ha participado en los comités organizadores y científicos de diversas conferencias internacionales de IEEE, siendo presidente del comité técnico de los congresos IEEE MWSCAS 2012, IEEE International Conference on Electronic Circuits and Systems (ICECS) 2012, IEEE Latin American Symposium on Circuits and Systems (LASCAS) 2015, e IEEE International Symposium on Integrated Circuits and Systems (ISICAS), 2018 y 2019.